# أنطوان واتو
أنطوان واتو -أو فاتو- (Antoine Watteau) هو رسّام فرنسي ولد في فالونسيان سنة 1684 وتوفي في نوجون سور مارن Nogent-sur-Marne سنة 1721 م.
انقطع عن الحركة الأكاديمية التي ميزت القرن السابع عشر، فاستوحى فنه من أعمال روبنس والمدرسة الفينيسية (نسبة إلى مدينة البندقية)، عايش فترة الرخاء التي عرفها المجتمع الفرنسي، وتحت أضواء هذا المجتمع المخملي طور أسلوبا خاصا تجلى في الصور التي أنجزها عن المشاهد الكوميدية (الحب في المسرح الفرنسي، متحف برلين) ومشاهد الحفلات الراقية، وهو النوع الذي استحدثه واختص به عن غيره، وتعتبر لوحته الموسومة «زيارة إلى جزيرة سيتِر» أهم أعماله على الإطلاق.
يعتبر «واتو» رسام وملونا من الطراز الأول، عرف كيف ينقل مشاعره المتدفقة عن طريق الريشة،
اشتهر أنطوان واتو بلوحاته الفنية بمناظره الريفية. وقد زيّن داخلية الكثير من المنازل الكبيرة، مستخدماً غالباً، المناظر التي تمثل الرعاة، رجالاً ونساء. وقد زخرف سقف فندق بولبري الشهير في باريس. وهو يتميز بأنه كان رساماً وملوناً من طراز أول، فضلاً عن اتقانه النقش أو الحفر. أما الهامة فهو عميق الشاعرية، وأما لمسته فهي ذات عصبية أصلية. ويشتهر أكثر ما يشتهر بلوحته ((أعياد فخمة)) برسومها الكئبية في مجموعته Fetes Galantes .
وقد قلّد أسلوب عمله أحياناً المشتغلون بالبرونز الذين يصنعون السنادات لقطع الرياش، في ميدان المفروشات فترة الوصاية في فرنسا في القرن الثامن عشر).

## من أهم أعماله
- بييرو، متحف اللوفر؛
- الشونزيليزيه؛
- محاسن الحياة، مجموعة والاس- لندن؛

## روابط خارجية
- أنطوان واتو على موقع الموسوعة البريطانية (الإنجليزية)
- أنطوان واتو على موقع ميوزك برينز (الإنجليزية)
- أنطوان واتو على موقع إن إن دي بي (الإنجليزية)
- أنطوان واتو على موقع ديسكوغز (الإنجليزية)